# Albana (geslacht)
Albana is een kevergeslacht uit de familie van de boktorren (Cerambycidae). De wetenschappelijke naam van het geslacht werd voor het eerst geldig gepubliceerd in 1846 door Mulsant.

## Soorten
Albana is monotypisch en omvat slechts de volgende soort:
- Albana m-griseum Mulsant, 1846